# Kaila (Einheit)
Kaila war ein Volumen- und Getreidemaß in Ägypten.
- 1 Kaila = 8 Quadah ≈ 7,5 Liter (Heute amtlich 16,5 Liter)

Im 16. Jahrhundert hatte das Maß die Quela 1/8 Alqueira (= 13,566 Liter) und war nur ≈ 1,7 Liter. Quela gilt als portugiesisch für Kaila.
Beachte: Nicht gleich dem Maß Kail.